# اوسلیدیس منندز
اوسلیدیس منندز (انگلیسی: Osleidys Menéndez؛ زادهٔ november ۱۴, ۱۹۷۹ (۴۵ سال)) ورزشکار پرتاب نیزه اهل کوبا است.